# Isaac Elishakoff
Isaac Elishakoff (Kutaisi, Geórgia, 9 de fevereiro de 1944) é um engenheiro mecânico israelense-estadunidense. É Distinguished Research Professor do Departamento de Engenharia Oceânica e Mecânica da Universidade Atlântica da Flórida em Boca Raton. É uma personalidade de destaque na ampla área da mecânica. Realizou diversas contribuições nas áreas de vibrações aleatórias, mecânica dos sólidos de materiais compostos, problemas sem-inversos de vibrações e estabilidade, materiais funcionalmente graduados e nanotecnologia.
Publicou mais de 480 artigos científicos, 30 livros como autor, coautor, editor ou coeditor e apresentou mais de 200 palestras nacionais e internacionais em conferências e seminários.

## Reconhecimentos nacionais e internacionais
- Frank M. Freimann Visiting Chair Professorship,[6][7] Universidade de Notre Dame, Estados Unidos 1985/86
- Henry J. Massman Jr. Visiting Chair Professorship,[8] Universidade de Notre Dame, Fall Semester, Estados Unidos, 1986/87 (inaugural holder)
- Fellow da American Academy of Mechanics,[9] 1991 ("For outstanding achievements and pioneering contributions in random vibrations”.)
- Visiting Castiliagno Distinguished Professorship, Universidade de Palermo, Itália 1992
- Fellow of Japan Society for Promotion of Science, Universidade de Tóquio, Japão 1992
- ASME Distinguished Lectureship (1996-2002)
- Visiting W.T. Koiter Chair Professorship, Universidade Técnica de Delft 2000 (inaugural holder)
- Fellow da Japan Society for Promotion of Science, Universidade de Quioto, Japão (2006 – 2007)
- Visiting Eminent Scholar, Beijing University of Aeronautics & Astronautics, P.R. China (2007, 2009, 2010)
- Foreign Member, Academia Nacional de Ciências da Geórgia[10] (“For seminal contributions to the theoretical and applied mechanics”) (2010)
- Member, Academia Europeia de Ciência e Arte[11] (2011)
- Fellow, ASME[12] (2011)
- Visiting Distinguished Fellow, Royal Academy of Engineering, United Kingdom (2015)
- Medalha Worcester Reed Warner, American Society of Mechanical Engineers, 2016[13]
- Visiting Distinguished Professor, Faculty of Civil and Environmental Engineering, Technion, 2014-2018

## Livros
- I. Elishakoff, Probabilistic Methods in the Theory of Structures, Wiley‑Interscience, New York, 1983, XII + pp. 489; ISBN 978-981-3149-84-7.
- Yakov Ben‑Haim and I. Elishakoff, Convex Models of Uncertainty in Applied Mechanics, Elsevier Science Publishers, Amsterdam, 1990, XVII + pp. 221; ISBN 978-0444816245.
- Gabriel Cederbaum, I. Elishakoff, Jacob Aboudi and Liviu Librescu, Random Vibration and Reliability of Composite Structures, Technomic, Lancaster, 1992, XIII + pp. 191; ISBN 9780877628651.
- I. Elishakoff, Yukweng Lin and Liping Zhu, Probabilistic and Convex Modeling of Acoustically Excited Structures, Elsevier Science Publishers, Amsterdam, 1994, VIII + pp. 296; ISBN 9781483290355.
- Elishakoff I, Probabilistic Theory of Structures, Dover Publications, Mineola, New York, 1999, XVI + pp. 492; ISBN 0-486-40691-1
- Elishakoff, Yiwei Li and James H. Starnes, Jr., Non‑Classical Problems in the Theory of Elastic Stability, Cambridge University Press, 2001, XVI +pp. 336; ISBN 0-521-78210-4.
- Elishakoff and Yongjian Ren, Large Variation Finite Element Method for Stochastic Problems, Oxford University Press, 2003, IX + pp. 260; ISBN 0-19-852631-8.
- I. Elishakoff, Safety Factors and Reliability: Friends or Foes?, Kluwer Academic Publishers, Dordrecht, 2004, X + pp. 295; ISBN 1-4020-1779-0.
- I. Elishakoff, Eigenvalues of Inhomogeneous Structures:  Unusual Closed-Form Solutions of Semi-Inverse Problems, CRC Press, Boca Raton, 2005, XIV + pp. 729; ISBN 0-8493-2892-6.
- I. Elishakoff and Makoto Ohsaki, Optimization and Anti-Optimization of Structures under Uncertainty, Imperial College Press, London, 2010, XV+ pp. 402; ISBN 978-1-84816-477-2.
- I. Elishakoff, D. Pentaras, K. Dujat, C. Versaci, G. Muscolino, J. Storch, S. Bucas, N. Challamel, T. Natsuki, Y.Y. Zhang, C.M. Wang and G. Ghyselinck, Carbon Nanotubes and Nano Sensors : Vibrations, Buckling, and Ballistic Impact, ISTE-Wiley, London, 2012, XIII+pp. 421;ISBN 978-1-84821-345-6.
- I. Elishakoff, Resolution of Twentieth Century Conundrum in Elastic Stability, World Scientific/Imperial College Press, Singapore, 2014; pp. 333, ISBN 978-981-4583-53-4.
- I. Elishakoff, D. Pentaras and C. Gentilini, Mechanics  of Functionally Graded Material Structures, World Scientific/Imperial College Press, Singapore; pp. 323, ISBN 978-981-4656-58-0, 2015.
- I. Elishakoff, Probabilistic Methods in the Theory of Structures: Random Strength of Materials, Random Vibration, and Buckling, World Scientific, Singapore, in press, ISBN 978-981-3149-84-7, 2017.
- I. Elishakoff, Solution Manual to Accompany Probabilistic Methods in the Theory of Structures: Problems with Complete, Worked Through Solutions, World Scientific, Singapore, in press, ISBN 978-981-3201-10-1, 2017.
- I. Elishakoff, Timoshenko-Ehrenfest Beam and Uflyand-Mindlin Plate Theories, World Scientific, Singapore, in press, 2017.